# IC 5352
IC 5352 ist eine Elliptische Galaxie vom Hubble-Typ E0 im Sternbild Fische auf der Ekliptik. Sie ist schätzungsweise 303 Millionen Lichtjahre von der Milchstraße entfernt und hat einen Durchmesser von etwa 25.000 Lj.

Im selben Himmelsareal befinden sich die Galaxien IC 5351, IC 5356, IC 5357, IC 5359.
Das Objekt wurde am 28. Oktober 1889 von Edward Barnard. 